# NGC 927
NGC 927 (również PGC 9292 lub UGC 1908) – galaktyka spiralna z poprzeczką (SBc), znajdująca się w gwiazdozbiorze Barana. Odkrył ją Johann Palisa 18 stycznia 1885 roku.